# 哈勃岛

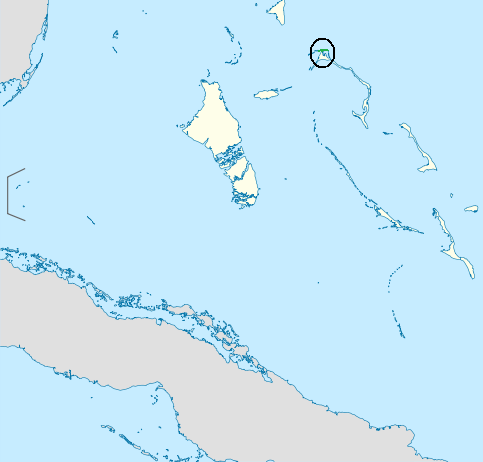
位置

哈勃岛（Harbour Island）是巴哈马的一个岛屿和行政区，位于伊柳塞拉岛的东北海岸外。
哈勃岛以粉紅色海灘着称（全部位于岛的东侧），那是由於沙粒中的粉紅色微型貝殻反映出來的顏色。此外，當地还有新英格兰风格的建筑，是一个美国人青睐的度假目的地。
岛上唯一的城镇是邓莫尔镇，得名于1786年到1798年的巴哈马总督邓莫尔伯爵，伯爵在哈勃岛有夏宫。
前往哈勃岛可以通过北伊柳塞拉机场。 

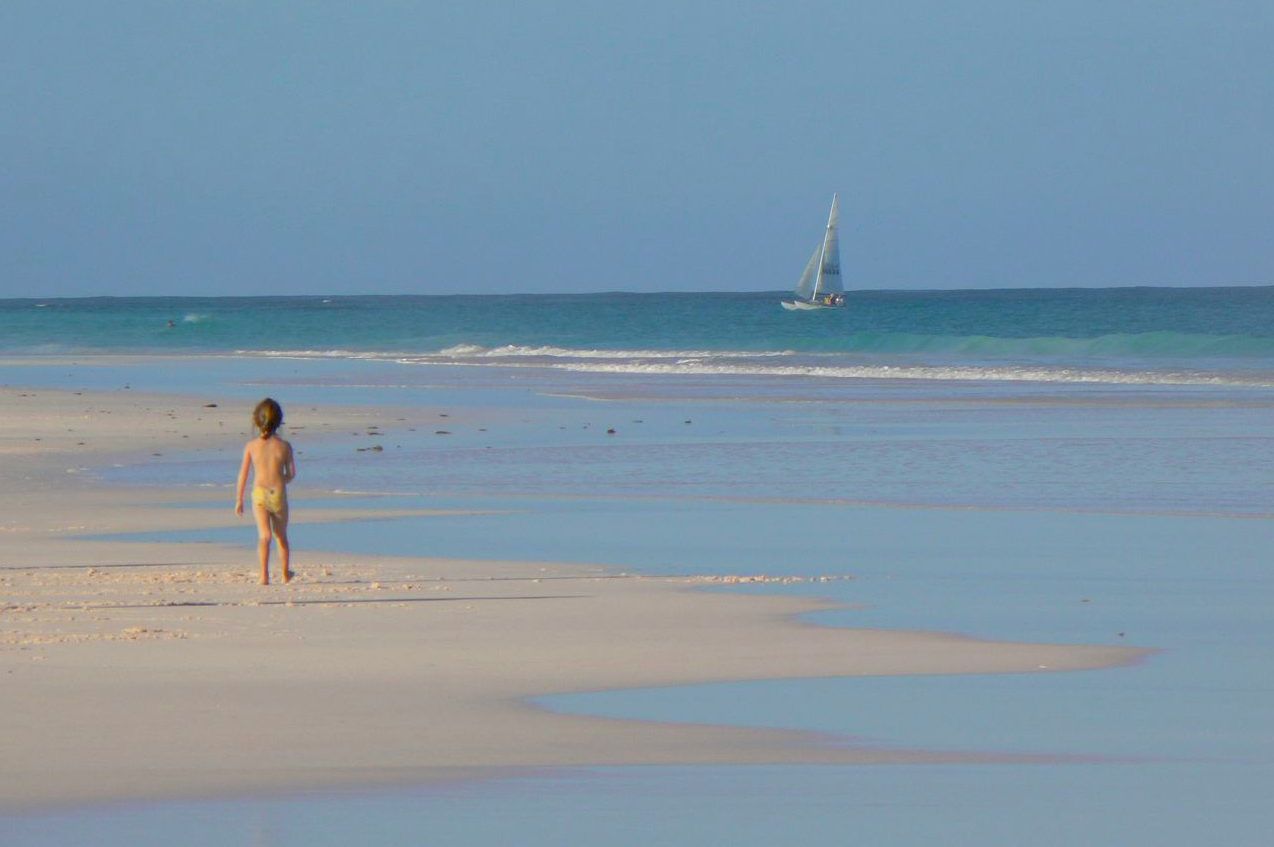
粉色沙滩
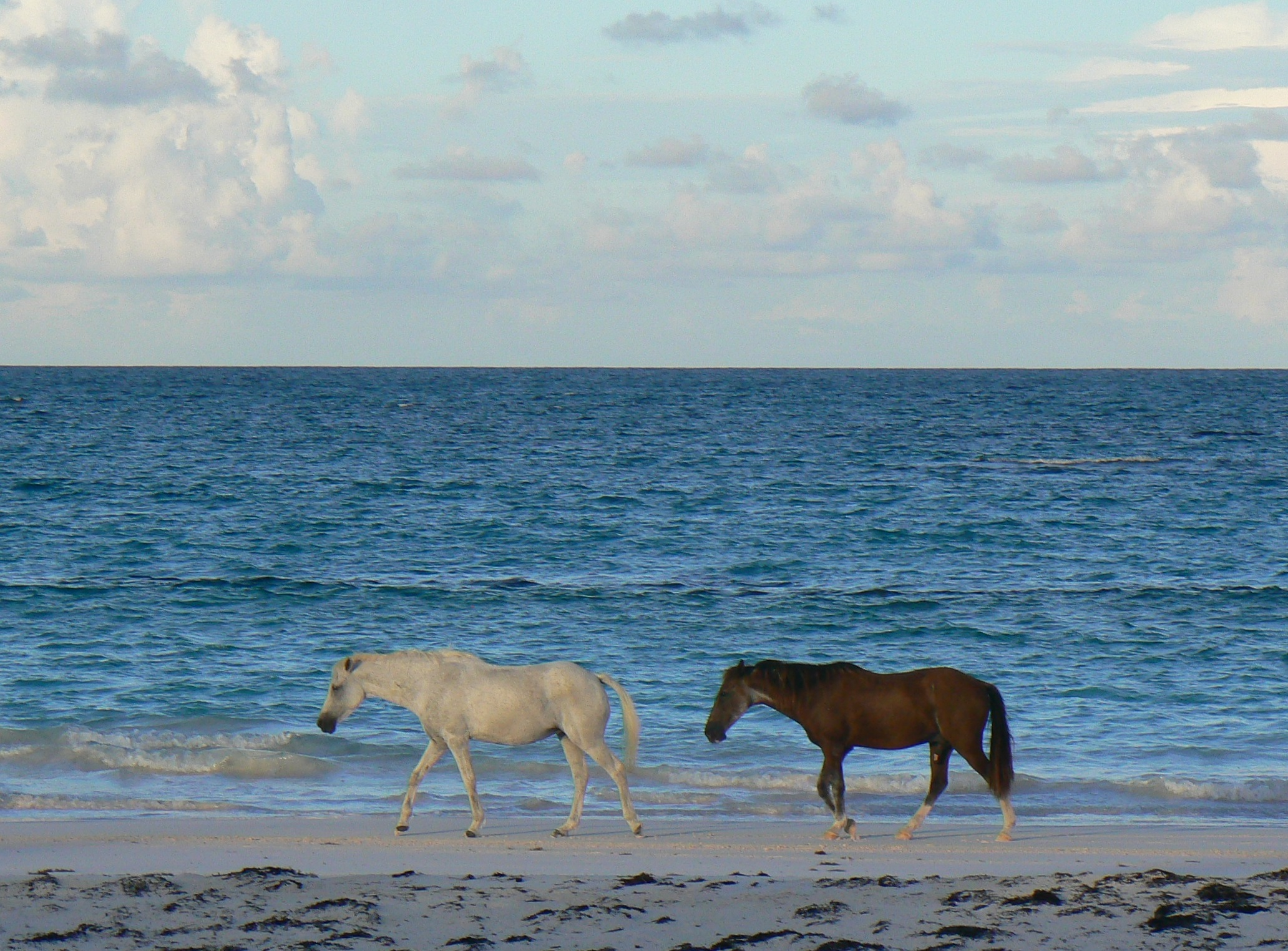
马
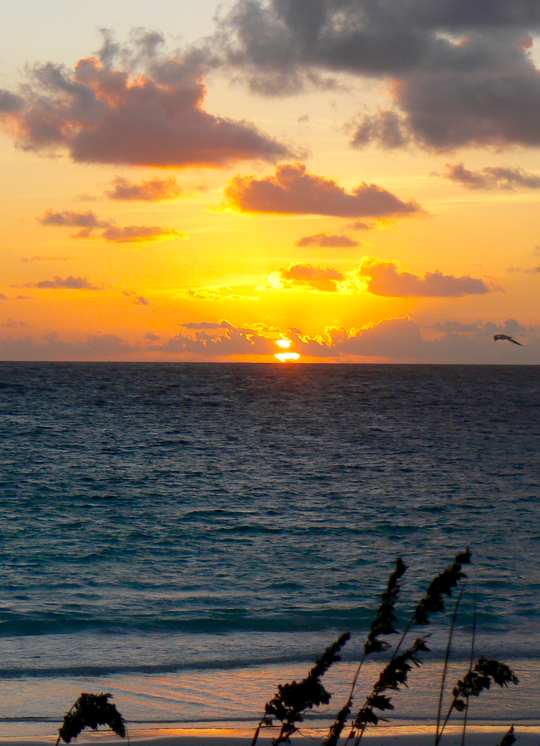
日出
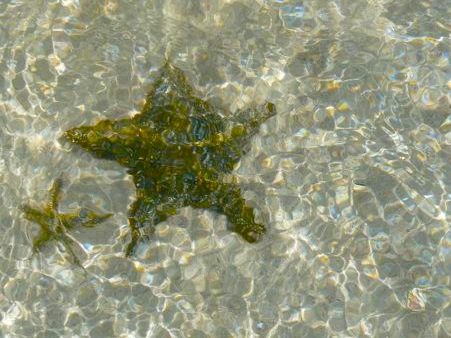
Starfish